# Herbert Bode
Herbert Bode (* 2. März 1936; † 1. August 2022) war ein deutscher Chemiker, Ingenieur und Autor.

## Leben und Wirken
Nach dem achtklassigen Schulabschluss nahm er 1950 eine Chemiefacharbeiterlehre auf. Danach studierte er ab 1952 an der Ingenieurschule für Chemie in Magdeburg, die er als Ing.-Chemiker 1955 abschloss. Nachdem er bis 1957 im VEB-Reifenwerk Riesa gearbeitet hatte, wechselte er 1957 an den VEB Filmfabrik Wolfen. In dieser Zeit nahm er ab 1959 ein Chemiestudium an der Universität Leipzig auf, das er 1963 als Diplom-Chemiker beendete. 1970 promovierte er im Fachbereich Chemie an der Universität Halle-Wittenberg zum Dr. rer. nat. Neben seiner beruflichen Tätigkeit wurde Bode als Autor mehrerer Schriften mit Bezug zur Filmfabrik Wolfen und der Chemieindustrie bekannt. Zuletzt war er Umweltamtsleiter in Dessau-Roßlau.
Er war Mitglied des Rotary Club Dessau.

## Werke (Auswahl)
- Über Poly-<ε-Aminocaprolaktam-co-ω-Aminoundecansäure>. Halle (Saale) 1970.
- Geschichte der Chemiefaser-Betriebe des VEB Filmfabrik Wolfen von den Anfängen bis 1935. [Wolfen] 1981.
- (mit Manfred Gill): Zwangsarbeiter in der Filmfabrik Wolfen 1939-1945. Ihre ökonom.-soziale Lage u. Unterbringung## dargest. mit postal. Belegen. Komm. für Betriebsgeschichte d. zentralen Parteileitung - Wolfen. Betriebsarchiv des VEB Filmfabrik Wolfen, Wolfen 1982.
- Die Entwicklung des Chemiefaserbereichs der Filmfabrik Wolfen von den Anfängen bis 1935. Komm. für Betriebsgeschichte d. Zentralen Parteileitung - Wolfen. Betriebsarchiv des VEB Filmfabrik Wolfen, [Wolfen] 1985.
- Die Entwicklung des Chemiefaserbereiches der Filmfabrik Wolfen von 1935 bis 1945. Hrsg.: Kommission für Betriebsgeschichte der Zentralen Parteileitung und Betriebsarchiv des VEB Filmfabrik Wolfen, Stammbetrieb des VEB Fotochemisches Kombinat Wolfen. Komm. für Betriebsgeschichte d. Zentralen Parteileitung - Wolfen. Betriebsarchiv des VEB Filmfabrik Wolfen, Wolfen 1986.
- Die Entwicklung des Chemiefaserbereiches der Filmfabrik Wolfen. Die Entwicklung der Synthesefaserbetriebe seit 1945. Vorstand der Filmfabrik Wolfen, Wolfen 1990.
- Industrie- und Filmmuseum Wolfen. GDCh, Gesellschaft Deutscher Chemiker - Bitterfeld-Wolfen, Industrie- und Filmmuseum Wolfen, Frankfurt am Main [2010].